# Marie-Nicole Horthemels
Marie-Nicole Horthemels (* 17. Oktober 1689 in Paris; †  6. Mai 1745 ebenda) war eine französische Kupferstecherin und Radiererin.
Ihr Vater war der aus den Niederlanden eingewanderte Buchhändler und Verleger Daniel Horthemels. Er heiratete Marie-Anne Cellier, die Tochter eines Buchhändlers. Marie-Nicole Horthemels hatte vier Geschwister, von denen Marie-Anne, Louise-Madeleine und Frederic ebenfalls Kupferstecher wurden. Ihre Brüder Denis und Daniel II wurden Buchhändler und Verleger. Ihr Taufpate war der Maler Hyacinthe Rigaud.
1722 heiratete sie den Maler Alexis Simon Belle. Fortan setzte sie vor allem seine Werke als Stich um. Sie signierte jedoch weiterhin mit ihrem Mädchennamen. Im selben Jahr kam ihr Sohn Clément Belle zur Welt, den sie auch unterrichtete. Sie malte auch im Stil ihres Mannes und stellte nach dessen Tod 1734 mehrere von diesem begonnene Porträts von Persönlichkeiten fertig, die bei der Krönung von Ludwig XV. in Reims anwesend waren. Ferner fertigte sie Porträtstiche.
Besonders dokumentiert sind Porträts von Melchior de Polignac, vom jungen Charles Edward Stuart und von Henri Pons de Thiard de Bissy. Weiterhin schuf sie ein Porträt von Liselotte von der Pfalz.